# Engoulevent indien
Caprimulgus asiaticus
Espèce
Statut de conservation UICN

 LC  : Préoccupation mineure
L'Engoulevent indien (Caprimulgus asiaticus) est une espèce d'oiseaux de la famille des Caprimulgidae.

## Répartition
Cette espèce vit en Asie du Sud et en Asie du Sud-Est.

## Description
Cet oiseau mesure de 23 à 29 cm et pèse de 40 à 46 g. 
C'est un insectivore.

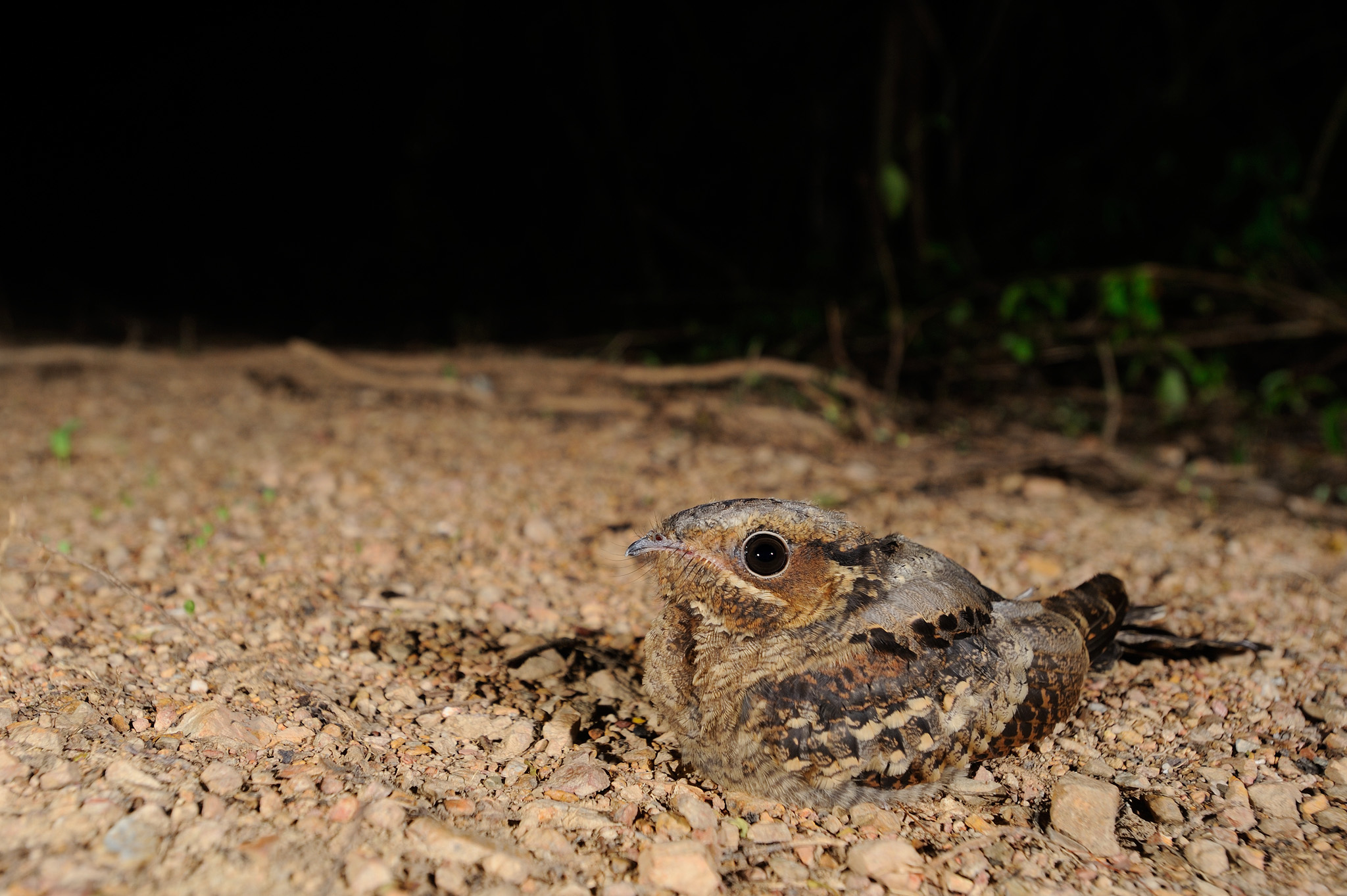
Engoulevent indien, parc national de Kaeng Krachan, Thaïlande

On l'appelle en Thaïlande le petit oiseau qui attrape les moustiques (นกตบยุงเล็ก, nok top yung lek).

## Galerie

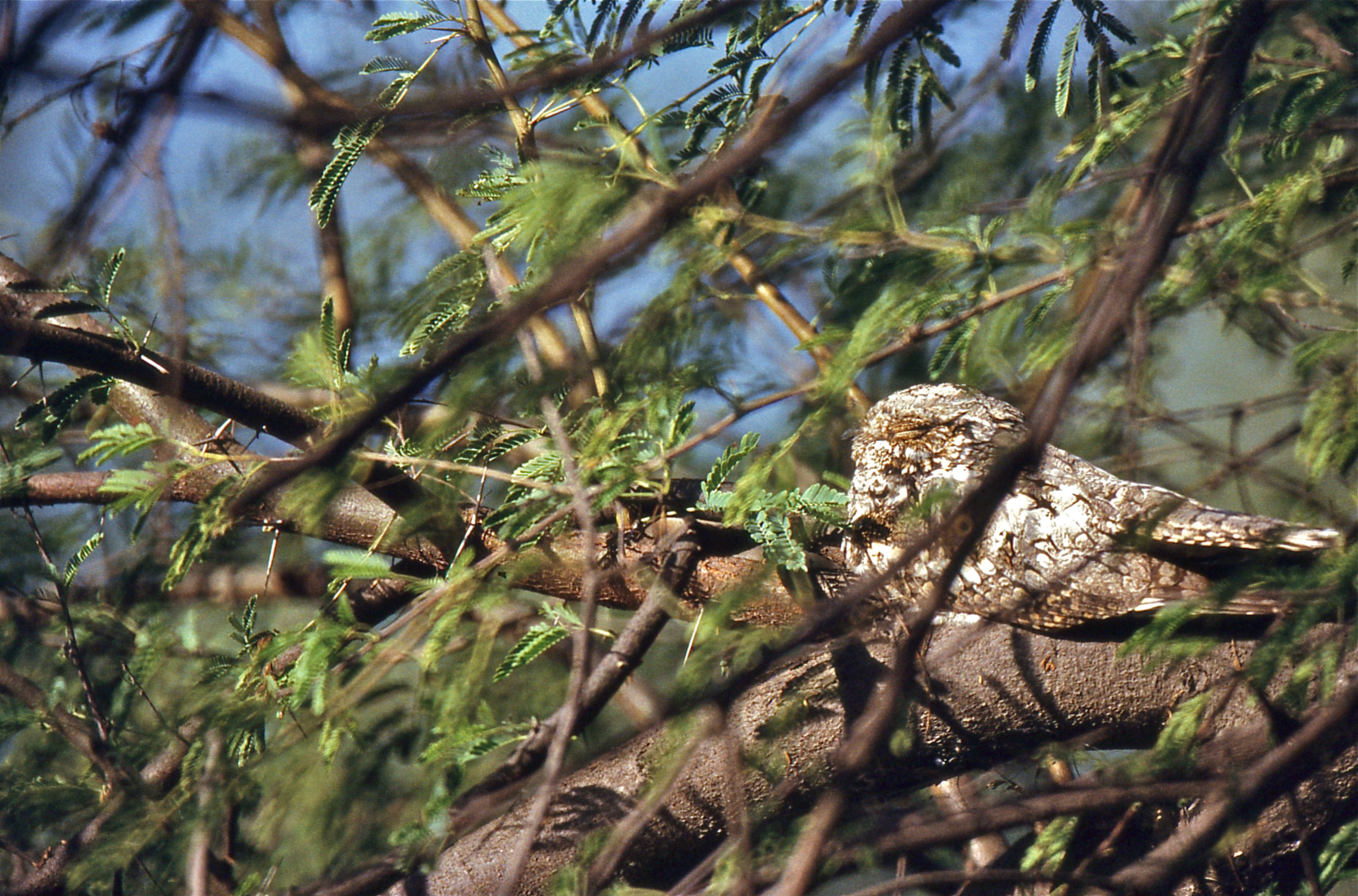
Engoulevent indien dormant dans un arbre (Parc national de Keoladeo, Inde)
- Chant (10 secondes)
- Chant (14 secondes)